# Белоуста куфия
Белоуста куфия (Cryptelytrops albolabris), наричана също белоуста дървесна отровница и бамбукова отровница, е вид змия от семейство Отровници (Viperidae). Видът не е застрашен от изчезване.

## Разпространение и местообитание
Разпространен е във Виетнам, Индонезия (Суматра и Ява), Камбоджа, Китай, Лаос, Макао, Малайзия (Западна Малайзия), Мианмар, Тайланд и Хонконг.
Обитава гористи местности, поляни и храсталаци.

## Описание
Продължителността им на живот е около 11,4 години. Популацията на вида е стабилна.